# Václav Klaus (ur. 1969)
Václav Klaus (ur. 10 września 1969 w Pradze) – czeski polityk i nauczyciel, członek Izby Poselskiej.

## Życiorys
Syn Václava Klausa (późniejszego premiera i prezydenta Czech) i jego żony Livii Klausovej. W 1993 ukończył studia z zakresu matematyki i geografii na Uniwersytecie Karola w Pradze. Podjął pracę w edukacji, w latach 1998–2014 był dyrektorem prywatnej ośmioletniej szkoły PORG w Pradze, a później również w Ostrawie. Podczas jego urzędowania szkoła ta w 2011 odnotowała najlepsze w Czechach wyniki w kraju na egzaminie państwowym.
W 2002 dołączył do Obywatelskiej Partii Demokratycznej, którą na początku lat 90. zakładał jego ojciec. Na skutek partyjnych sporów wystąpił z niej w 2008. W 2014 ponownie związał się z ODS, został doradcą tego ugrupowania do spraw edukacji, a w 2016 formalnie odnowił swoje członkostwo. Wcześniej w 2012 m.in. z ojcem współtworzył think tank Institut Václava Klause.
W wyborach parlamentarnych w 2017 z ramienia ODS uzyskał mandat deputowanego do Izby Poselskiej. W 2019 został wykluczony z partii. Założył w tym samym roku nowe ugrupowanie pod nazwą Trikolóra, kierował nim do marca 2021.